# Flexibacter
 Флексібактерія— морська бактерія типу Bacteroidetes, відомий патоген риб.

## Структура генома
Зараз не ведеться та не планується нових проектів секвенсування геному Flexibacter, але геноми кількох видів Flexibacter частково відомі.

## Структура клітини і метаболізм
Flexibacter — хемоорганотрофні, грам-негативні бактерії, які звичайно мають паличкоподібну форму. Клітини мають довжину від 0.5-5 до 100 мкм. Клітини Flexibacter також відомі своєю гнучкістю. Вони не мають джгутиків та пересуваються за рахунок бактерійного ковзання.

## Екологія
Традиційно знайдені в морських навколишніх середовищах, Flexibacter гнучкі в виборі житла. Flexibacter були ізольований з різноманітності водних середовищ, включаючи як насичені киснем, так і безкисневі, також як і сульфідні і кислі.

## Патологія

Інфекція, викликана Flexibacter maritimus.

Flexibacter columnaris на зябрах сонячної риби.

Flexibacter відомий рибний патоген, який викликає хворобу зябер, ікри і мальків, яке піднімає смертність певних видів риби, наприклад Кои. Одна лінія хвороби, яка викликає порушення в ікрі і мальках палтуса викликається Flexibacter ovolyticus. Інфекції частіше всього відбуваються в забрудненій воді та високій температурі. Одна з поширених причин хвороб зябер — Flexibacer branchiophila. Вона викликає гіперплазію, яка росте в епітелії зябер, також викликаючи гіпертрофію, яка приводить до розвитку з нормальних плоских епітеліальних клітин деформованих кубоїдних і овальних клітин. Епітелій продовжує розмножуватися, кінець кінцем приводячи до створення складок та склеювання зябер.